# Dardo (1901)
«Дардо» (італ. Dardo) — ескадрений міноносець ВМС Італії початку XX століття типу «Лампо».

## Історія створення
Ескадрений міноносець «Дардо» був закладений у листопаді 1899 року на верфі «Schichau-Werke» в Ельбінгу. Спущений на воду 7 лютого 1900 року, у липні 1901 року вступив у стрій.

## Історія служби
Есмінець брав участь в італійсько-турецькій війні. 17 листопада він обстріляв арабські загони поблизу Зуари. 22 листопада поблизу Джанзура есмінець перехопив дві барки з провіантом та спорядженням для турецьких військ, 27 листопада знищив артилерійським вогнем турецький блок-пост поблизу Фалени.
З початком Першої світової війни «Дардо» (разом з однотипними «Лампо», «Страле», «Еуро» та «Остро») був включений до складу VI ескадри есмінців. Командував кораблем капітан III рангу Ромео Бернотті.
Оскільки на той момент есмінець вже був застарілий, він, як і однотипні кораблі, не залучався до активних дій.
У 1915 році «Дардо» зіткнувся з підводним човном «Велелла», який повертався з бойового походу в Бріндізі та серйозно пошкодив його.
Протягом 1915—1918 років есмінець був переобладнаний на мінний загороджувач. Він міг нести 12 мін, глибинні бомби та протичовнові торпеди.
У 1920 році корабель був виключений зі складу флоту і зданий на злам.